# Al-Badr (Cachemira)
Al-Badr ( اَلْبَدْرْ del árabe: Luna llena) es una organización islamista que opera en la región de Cachemira. 
El grupo fue supuestamente formado por la Inteligencia Interservicios de Pakistán (ISI) en junio de 1998.
Se cree que el ISI alentó al grupo a operar independiente del grupo Hizb-ul-Mujahideen (HM). Antes de la separación del grupo de HM, participaron en los combates en Afganistán en 1990 como parte de Hizb-l-Islami (HIG) de Gulbuddin Hekmatyar junto con otros muyihaidines afganos antisoviéticos. India y Estados Unidos la han declarado organización terrorista y la han prohibido. La frontera pakistaní ha sido un problema para Afganistán, aumentando la inestabilidad del país al proporcionar inteligencia, armas y seguridad a los talibanes afganos y a la Red Haqqani. Pero ahora Pakistán enfrenta una fuerte reacción tanto interna como internacional contra su política de patronicio.

## Fundación y separación
El grupo estaba originalmente dirigido por Arfeen Bhai, también conocido como Jannisar o Lukmaan, cuando se separó en 1998 y actualmente está dirigido por Bahkt Zameen Khan. En 2002, Zameen declaró la yihad contra las fuerzas estadounidenses en Afganistán después de haber sido responsable de ataques anteriores contra las fuerzas de la coalición allí a partir de 2001. Al-Badr fue más lejos en 2002 y ordenó a todas las mujeres policías del distrito Rajouri de Cachemira que renunciaran a sus trabajos a mediados de enero del año siguiente. El grupo ha declarado ser miembro del Consejo Unido de la Yihad (UJC), una coalición de militantes con sede en Pakistán que están activos en la región de Jammu y Cachemira. Se les ha vinculado con Jamaat-e-Islami y supuestamente tiene conexión con al-Qaeda. El propósito declarado del grupo es liberar los estados indios de Jammu y Cachemira para fusionarlos con Pakistán. Al-Badr se opone a las negociaciones para poner fin a la violencia en Cachemira y se opone a la Línea de control (LoC) y pide el fortalecimiento de la jihad.

## Designación como organización terrorista
Al-Badr fue prohibido por la India en virtud de la Ley (de prevención) de actividades ilegales de 2004. El 27 de abril de 2005, el Departamento de Estado del Gobierno de los Estados Unidos identificó a Al-Badr como una organización terrorista en su lista de 40 organizaciones terroristas extranjeras. Al-Badr se encuentra actualmente en la lista del Departamento de Estado de Estados Unidos de Organizaciones Terroristas Extranjeras Designadas.

## Actividad armada
Las primeras actividades armadas del grupo se remontan al año 2000, con la muerte de dos miembros extranjeros del grupo en un encuentro en las afueras de Srinagar. En meses posteriores más Se registraron enfrentamientos entre militantes y fuerzas de seguridad, siendo el más relevante el ocurrido en la aldea de Putushahi, distrito de Kupwara donde fueron asesinados tres militantes.
El 28 de noviembre de 2002, militantes dispararon un cohete contra una emisora de radio estatal, All India Radio, en Srinagar, provocando importantes daños materiales. No fue hasta el 24 de febrero de 2005 cuando asaltantes armados atacaron la Sede Administrativa de Cachemira en Srinagar, tomando como rehenes a unos 250 empleados, y después de un encuentro de dos horas, los atacantes fueron asesinados a tiros mientras tres policías y dos civiles fueron asesinados. en la operación subsiguiente.
El 27 de octubre de 2006, dos miembros de al-Badr fueron detenidos en Mysore en lo que la policía india llama un ataque terrorista frustrado. Mohd Ali Hussain y Mohd Fahad fueron capturados llevando una computadora portátil, productos químicos utilizados a menudo para crear dispositivos explosivos improvisados (IED), detonadores, un rifle AK-47, una pistola, un teléfono celular, un digital cámara y pasaportes, así como bocetos del edificio de la legislatura estatal, 'Vidhan Sabha'.
En abril de 2008, miembros de Al Badr secuestraron a dos policías en la aldea de Surigam, distrito de Kupwara. Días después, los agentes fueron encontrados muertos al día siguiente.
Se cree que el grupo se ha debilitado en los últimos años debido a la mayor presencia de fuerzas de seguridad indias a lo largo de la Línea de Control (LoC) que separa India de Pakistán. Las fuerzas de seguridad indias estiman que la fuerza de al-Badr está entre 200 y 120 de esas fuerzas son mercenarios extranjeros. Al-Badr es actualmente uno de los dos únicos grupos separatistas de Cachemira que emplean escuadrones suicidas como táctica, el otro es Lashkar-e-Toiba.
Después de las Protestas de Cachemira, el grupo pareció volver a actuar.
El 4 de junio de 2018, Al-Badr asumió la responsabilidad de los ataques con granadas en Shopian y Tahab, en los que Pulwama hirió a 23 personas, incluidos ocho miembros del personal de seguridad.
El 17 de agosto se informó de otro ataque con granadas en Awantipora, matando a un civil y tres más resultaron heridos, siendo reivindicado el ataque por Al Badr.
El 31 de enero, militantes lanzaron una granada contra el personal de seguridad en Anantnag, hiriendo a dos miembros del CRPF y a cinco civiles.
Un año después, miembros de Al Badr secuestraron al soldado fuera de servicio Shakir Manzoor en Rambhama, distrito de Kulgam, y lo encontraron muerto en agosto de 2020. Al-Badr se atribuyó la responsabilidad del incidente y afirmó que Manzoor fue asesinado. El cuerpo del soldado fue encontrado en avanzado estado de descomposición.
El 19 de agosto, militantes secuestran a Nisar Ahmad Bhat, miembro del panchayat del Partido Popular Indio (BJP), en Khanmoh, Shopian. Días después fueron encontrados muertos y los militantes y militantes de Al Badr dijeron que Nisar Bhat estaba envuelto en "actividades antimovimiento".
El 5 de noviembre de 2020, militantes de Al Badr atacan una sucursal del J&K Bank en Tak Mohalla, Shopian, robando 60 rupias lakh de una caja registradora.